# Gebäude Marienstraße 50
Das Gebäude Marienstraße 50 in Cuxhaven, die frühere Villa Fick, stammt vom Ende des 19. Jahrhunderts. Sie wurde zwischenzeitlich auch als Gaststätte genutzt und ist seit 1951 im kirchlichen Eigentum. Aktuell (2025) ist hier das Kreiskirchenamt mit der Diakonie und einem mit Diako-Shop.
Das Gebäude steht unter niedersächsischem Denkmalschutz und ist in der Liste der Baudenkmale in Cuxhaven enthalten.

## Geschichte
Das zweigeschossige verputzte historisierende Gebäude von um 1895 auf einem hohen Sockelgeschoss, mit neobarocken Elementen, aufwändigem Fassadenschmuck und variierenden, geschweiften Fenstergiebeln, dem dreigeschossigen runden Türmchen an der Nordostecke mit Aussichtsplattform (ursprünglich mit Haube mit schlanker Spitze), dem stark ausgebildeten Schmuckgesims und dem Eingangsrisalit, wurde früher auch als „Schloss“ bezeichnet. Eingangszone gestaltet durch zwei begleitende Säulen, die einen mit schmiedeeisernem Gitter versehenen Balkon im OG tragen, dieser betont durch eine lisenengerahmte Nische und eine darüber liegende Lukarne in der Dachzone. Es wurde für den Fotografen J. Albert Fick gebaut, Sohn eines Cadenbergers Großbauern.
Die Villa wurde 1904 verkauft und war dann eine Unterkunft für Marinedienststellen. Eigentümer waren von 1907 bis 1910 der Kaufmann C. Stoldt, 1911 der Kapitänleutnant August Altvater, 1912 der Postsekretär Georg Meier, dessen Frau ein Töchterpensionat betrieb und ab 1913 das Hotel Vier Jahreszeiten, welches 1920 Wilhelm Mauss kaufte, 1928  Christine Käselau und 1930 Bernhard Schmidt. Um 1930 entstand im Keller das Lokal Quelle, betrieben von Seekamp.

Von 1933 bis 1945 war hier das Kreishaus der NSDAP mit dem Namen Karl-Kaufmann-Haus (Hamburger Gauleiter).
Nach dem Zweiten Weltkrieg übernahmen zivile Marinedienststellen das Haus.

1951 erwarb die evangelische Landeskirche Hamburg das Gebäude.

Heute (2020) ist hier das Kirchenkreisamt des Ev.-luth. Kirchenkreises Cuxhaven mit u. a. dem Diakonischen Werk mit Teilen einer Sozialstation (Hauptgebäude Marienstraße 51) und dem Diakonie Shop.